# Clerques
Clerques é uma comuna francesa na região administrativa de Altos da França, no departamento de Pas-de-Calais. Estende-se por uma área de 6,39 km². Em 2010 a comuna tinha 330 habitantes (densidade: 51,6 hab./km²).